# Pablo Tosco
Pablo Tosco est un photographe documentaire et réalisateur argentin, né en 1975 à Córdoba. 
Il est lauréat d’un premier prix au World Press Photo of the Year en 2021.

## Biographie
Pablo Tosco est né à Córdoba (Argentine) en 1975, et a grandi dans le quartier de Villa Centenario, au nord-ouest de la ville. Il a effectué ses études primaires et secondaires à l'école Primera Junta et à l'école Juan Mantovani. 
À 15 ans, il travaille dans le vidéo-club d’un bidonville, et filme avec un caméscope des mariages, des baptêmes et des fêtes autour de Villa Allende : « j’ai découvert que je voulais me consacrer à raconter des histoires humaines. »,. 
Il obtient une licence en image et son en 1995 et un diplôme en communication sociale en 1999 à l'Université nationale de Córdoba (UNC),. 
En 2000, il se rend à Barcelone où il obtient une maîtrise en production documentaire. La crise politique, sociale et économique de l’Argentine se dégrade, et il décide de rester en Espagne pour y commencer sa carrière professionnelle : « J'ai commencé à faire des vidéos, mais la proximité avec la photographie documentaire a commencé à apparaître naturellement. Cette façon de raconter ce que j'ai vu et vécu prenait du poids et aujourd'hui je travaille dans les deux formats ». 
Il travaille un temps à la Fondation Vicente Ferrer, qui est active dans de nombreux villages du district d'Anantapur, l'un des plus pauvres de l'État d'Andhra Pradesh (sud-est de l'Inde). 
Depuis 2004, Paolo Tosco travaille pour Oxfam Intermón sur des projets de coopération, de développement et d'action humanitaire en Afrique et se consacre à documenter le travail d'éducation en Angola, dans les camps de réfugiés au Tchad, en République centrafricaine, en Syrie, au Soudan du Sud, au Yémen. 
Il remporte le 2021 un premier prix au World Press Photo qui récompense sa photo « Yémen : la faim, une autre blessure de guerre »,. 
Pablo Tosco vit et travaille à Barcelone. Ses photos sont publiées par Le Monde, El País, El Mundo, La Vanguardia, Clarín, BBC, TVE, Al Jazeera, CNN, The Guardian, The Washington Post, The New Yorker et The New York Times. 

## Publication
- Collectif, Siria : La Primavera Marchita, Salamanca, Hispalibros, 2015, 176 p. (ISBN 9788416176885)

## Documentaires
- Le conflit syrien et les femmes, Metropolis, World Association of the Major Metropolises, 2013[5]
- District Zero, film de Pablo Tosco, Jorge Fernández Mayoral, Pablo Iraburu, Espagne, 2015, 65 min[13]
- El Desvío, documentaire, Espagne, 2020[14]

## Distinctions
- 2016 : Sebastopol Documentary Film Festival, Programmer's Award, pour son documentaire District Zero[15]
- 2021 : World Press Photo, catégorie « Enjeux contemporains », 1er prix pour sa photo « Yémen : la faim, une autre blessure de guerre »[3],[16]